# メチレンシクロプロパン
メチレンシクロプロパン（Methylenecyclopropane）は、化学式(CH2)2CCH2で表される有機化合物である。簡単に凝縮される無色の気体であり、有機合成の試薬として用いられる。

## 合成法
ナトリウムアミドのような強塩基を用いた、β-ハロアルケンの分子内環化反応により生成する。

## 反応
大きく歪んだ不飽和分子であるメチレンシクロプロパンは、特に金属触媒下で多彩な反応をする
。例えば、白金触媒下では、メチレンシクロプロパンは、シクロブテンへと変換される。この反応は、ビニルシクロプロパン転位に見られるような、環拡大反応の一種であると考えられる。